# Rahmenabkommen über Wirtschaftliche Zusammenarbeit

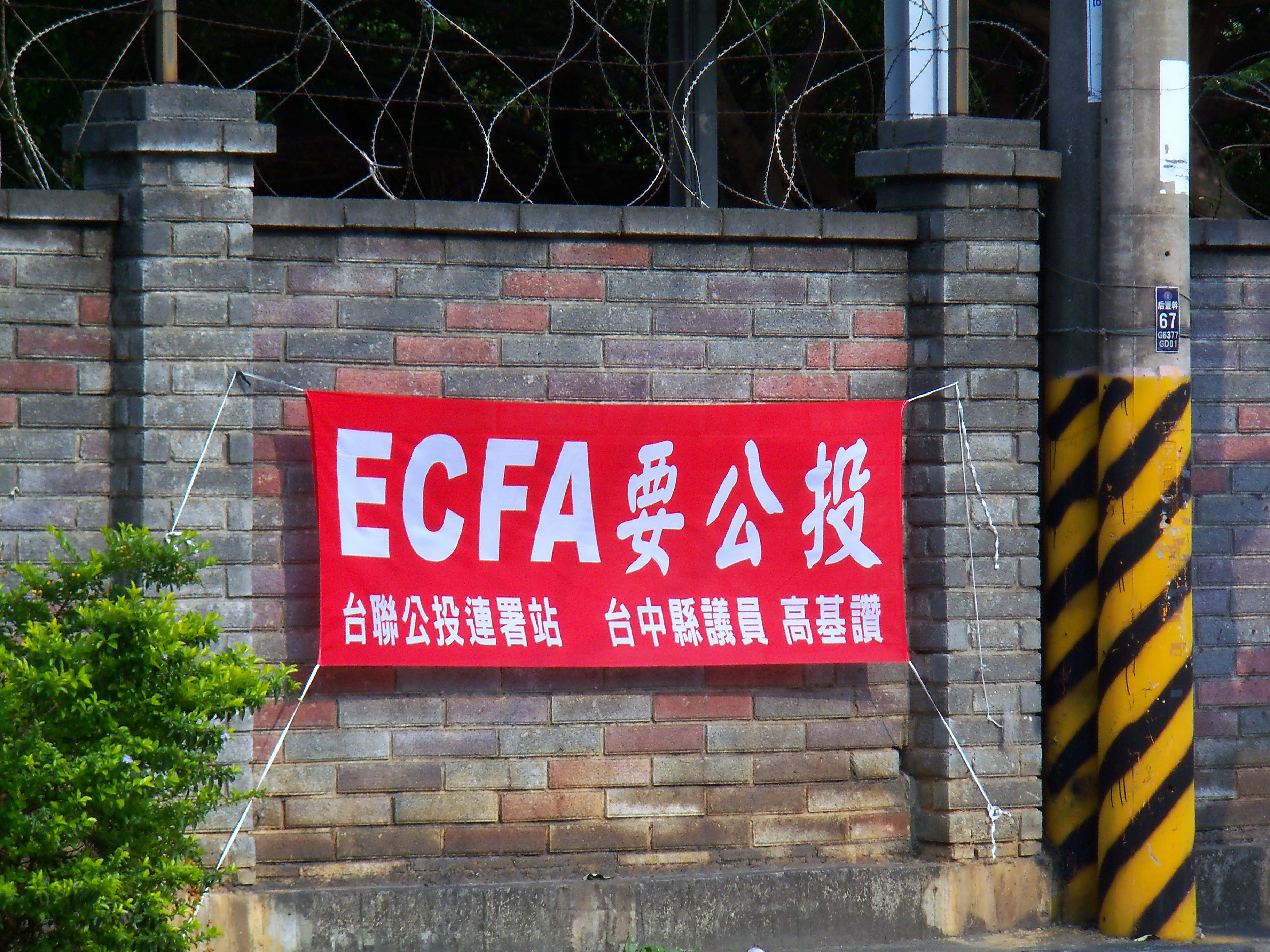
Transparent mit der Forderung nach einem Volksentscheid über das ECFA-Abkommen

Das Rahmenabkommen über Wirtschaftliche Zusammenarbeit (chin.: 海峽兩岸經濟合作架構協議 Hǎixiá liǎng'àn jīngjì hézuò jiàgòu xiéyì, engl.: Economic Cooperation Framework Agreement, kurz ECFA) ist ein bilaterales Handelsabkommen zwischen der Volksrepublik China (Festlandchina) und der Republik China (Taiwan) mit dem Ziel, Zölle und Handelsbeschränkungen zwischen beiden Seiten abzubauen. Das Abkommen wurde am 29. Juni 2010 in Chongqing unterzeichnet.

## Hintergrund und Inhalte
Nach jahrzehntelangem Gegensatz zwischen der Volksrepublik China und der Republik China (Taiwan) (siehe auch Taiwan-Konflikt) infolge des chinesischen Bürgerkriegs begann mit der Regierungsübernahme der Kuomintang unter Präsident Ma Ying-jeou im Jahr 2008 eine Politik der Annäherung zwischen beiden Seiten.
Zuvor hatte die chinesische Regierung eine Politik der wirtschaftlichen Isolierung Taiwans gefördert, indem sie ihren Einfluss auf andere asiatische Regierungen dazu nutzte, um bilaterale Handelsabkommen Taiwans mit anderen Staaten zu verhindern. Die Regierung Ma sah in einem bilateralen Wirtschaftsabkommen mit Peking die Chance zu einem Ausweg aus der Isolation.
Das am 29. Juni 2010 in Chongqing unterzeichnete Abkommen sieht unter anderem die schrittweise Senkung bzw. Abschaffung von Zöllen auf bestimmte Exportgüter vor. Beide Seiten verpflichten sich zudem zur gegenseitigen Öffnung bestimmter Marktbereiche (wie z. B. im Bank-, Versicherungs- und Gesundheitswesen).

## Debatte
Das ECFA war und ist in der taiwanischen Öffentlichkeit umstritten. Während die Regierung das Abkommen als wesentlich für die Ankurbelung der schwächelnden taiwanischen Wirtschaft interpretierte, befürchten Oppositionsparteien wie die DPP eine zu starke wirtschaftliche und politische Abhängigkeit von China sowie negative Folgen für die heimische Wirtschaft, wie etwa das Eindringen chinesischer Billigprodukte auf dem heimischen Markt und den Verlust einheimischer Arbeitsplätze. Ein Höhepunkt der Diskussion war die Fernsehdebatte zwischen Präsident Ma und der Oppositionsführerin Tsai Ing-wen am 25. April 2010. Am 26. Juni 2010 fand in Taipeh eine große Anti-ECFA-Demonstration mit mehreren zehntausend Teilnehmern statt, auf der u. a. ein Volksentscheid über das Abkommen gefordert wurde.

### Studentenproteste im März 2014 (Sonnenblumen-Bewegung)
Im März 2014 kam es in der taiwanischen Hauptstadt Taipeh zu schweren Protesten gegen ein im Rahmen des ECFA vorgesehenes Handels- und Dienstleistungsabkommen zwischen Taiwan und China. Entgegen einer am 25. September 2013 unterzeichneten Abmachung zwischen den Fraktionen der Regierungs- und der Oppositionsparteien des taiwanischen Parlaments (Legislativ-Yuan), nach der das Abkommen Punkt für Punkt diskutiert und ratifiziert werden sollte, erklärte die Fraktion der Regierungspartei am 17. März 2014 einseitig die Diskussionen für abgeschlossen und das Abkommen für ratifizierbar. Proteste gegen dieses Vorgehen entluden sich am 18. März in der Besetzung des Parlaments durch vorwiegend studentische Demonstranten und Bürgerinitiativen. Eine kurzzeitige Besetzung des nahegelegenen taiwanischen Regierungsgebäudes (Exekutiv-Yuan) durch Demonstranten am Abend des 23. März wurde in den Morgenstunden des Folgetags durch die Polizei gewaltsam beendet.
Am 30. März fand auf der Wegstrecke zwischen dem weiterhin besetzten Parlament und dem Präsidentenpalast in Taipeh eine friedliche Massenkundgebung gegen die Politik der Regierung statt, zu der die Studentenbewegung aufgerufen hatte und an der sich mehrere hunderttausend Menschen beteiligten. Nach der Zusage der Regierung, ein Gesetz zur Kontrolle zukünftiger Abkommen mit China auf den Weg zu bringen und zur Punkt-für-Punkt-Ratifizierung des Handels- und Dienstleistungabkommens zurückzukehren, wurde die Besetzung des Parlaments am 10. April nach 24 Tagen friedlich beendet. Die Studentenproteste wurden unter dem Namen Sonnenblumen-Bewegung bekannt.